# Lepanthes amplectens
Lepanthes amplectens är en orkidéart som beskrevs av Carlyle August Luer och Johan Hermans. Lepanthes amplectens ingår i släktet Lepanthes och familjen orkidéer.
Artens utbredningsområde är Costa Rica. Inga underarter finns listade i Catalogue of Life.